# Gintautas Mažeikis

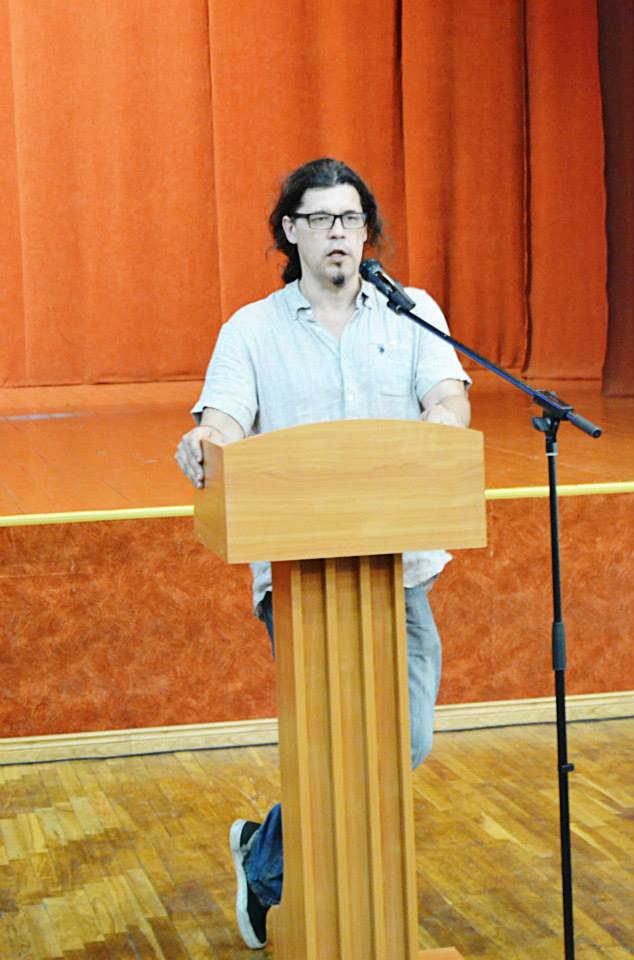

Gintautas Mažeikis (*  14. Januar 1964 in Workuta,  Republik Komi, Russland) ist ein litauischer Philosoph und Professor.

## Leben
Von 1972 bis 1975 lernte Mažeikis in der Grundschule Lingailiai der Rajongemeinde Šiauliai und von 1975 bis 1979 an der 4. Schule Šiauliai sowie von 1979 bis 1983 im Polytechnikum Šiauliai. Von 1983 bis 1986 leistete er den Pflichtdienst in Kola bei der Nordflotte der Sowjetarmee. Von 1986 bis 1991 absolvierte Mažeikis das Diplomstudium der Philosophie an der Universität Leningrad und von 1992 bis 1996 das Doktorstudium an der Vilniaus universitetas. Er promovierte zum Thema "Renesanso simbolinis mąstymas". Von 1991 bis 1992 arbeitete er an der Vilniaus universitetas. Ab 1992 lehrte Mažeikis an der Šiaulių universitetas und von 2000 bis 2008 leitete das Zentrum der Kulturanthropologie. Er leitet den Lehrstuhl für soziale und politische Theorie an der  Vytauto Didžiojo universitetas in Kaunas.